# Cebrio bruleriei
Cebrio bruleriei là một loài bọ cánh cứng trong họ Cebrionidae. Loài này được Heyden miêu tả khoa học năm 1870.